# Mendidius kobakovi
Mendidius kobakovi är en skalbaggsart som beskrevs av Nikritin 1979. Mendidius kobakovi ingår i släktet Mendidius och familjen Aphodiidae. Inga underarter finns listade i Catalogue of Life.